# Donda lichenoides
Donda lichenoides là một loài bướm đêm trong họ Noctuidae.